# TOY MUSIC
『TOY MUSIC』（トイ・ミュージック）は、1988年から1990年にかけて東芝EMI（現ユニバーサルミュージック・EMI Records）から発売されたアキハバラ・エレクトリック・サーカスのアルバムである。
1・2とも任天堂発売タイトルのゲームミュージックをアレンジした楽曲を収録している。

## TOY MUSIC Dancing Super Mario Brothers
第1弾の『TOY MUSIC Dancing Super Mario Brothers』（トイ・ミュージック ダンシング・スーパーマリオブラザーズ）は1988年9月15日に発売された。ディスクシステム収録タイトルを中心に、全10曲のアレンジが収録されている。

### 収録曲（Dancing Super Mario Brothers）
1. ディスク・システムのテーマ
2. 謎の村雨城
3. ファミコン探偵倶楽部 消えた後継者
4. スーパーマリオブラザーズ
5. パルテナの鏡
6. 新・鬼ヶ島
7. ファミコングランプリ F1レース〜3Dホットラリー
8. メトロイド
9. ゼルダの伝説
10. スーパーマリオブラザーズ（カリブ・ヴァージョン）

## TOY MUSIC 2 FIRE EMBLEM
第2弾の『TOY MUSIC 2 FIRE EMBLEM』（トイ・ミュージック・ツー ファイアーエムブレム）は1990年6月27日に発売された。表題曲の『ファイアーエムブレム 暗黒竜と光の剣』の他『ファミコン探偵倶楽部PartII うしろに立つ少女』と『ふぁみこんむかし話 遊遊記』のアレンジを収録している。
ファイアーエムブレムの名前を銘打っているが、ファイアーエムブレム 暗黒竜と光の剣、ファミコン探偵倶楽部Part2 うしろに立つ少女、ふぁみこんむかし話 遊遊記のシンセサイザーによるアレンジゲーム音楽集である。
作曲は馬場由佳、山本健誌。
ファイアーエムブレム限定では『暗黒竜』と馬場由佳名義の最後の音楽CDである。
ジャケットは炎の背景に真ん中に切り絵風の黒地に炎の模様がついた盾に、柄の近くの刃が一部のみ左右対称にギザギザの剣が、盾の上に斜めに置かれているというデザインになっている。この形状は1993年に発売した宝島社の島田ひろかずの漫画『ファイアーエムブレム』の裏表紙に近い。

### 収録曲（FIRE EMBLEM）
1. 夢幻的世界（ふぁみこんむかし話 遊遊記）
2. CHAPTER 25（ファイアーエムブレム 暗黒竜と光の剣）
3. EAST OF PARADISE（ふぁみこんむかし話 遊遊記）
4. うしろに立つ少女（ファミコン探偵倶楽部PartII うしろに立つ少女）
5. CLUB GO GO（ファミコン探偵倶楽部PartII うしろに立つ少女）
6. FIRE KIDS（ファイアーエムブレム 暗黒竜と光の剣）
7. BLACK NIGHT（ファイアーエムブレム 暗黒竜と光の剣）
8. DO IT（ふぁみこんむかし話 遊遊記）
9. CRY!（ふぁみこんむかし話 遊遊記）
10. 導かれし者（ファイアーエムブレム 暗黒竜と光の剣）